# Azya orbigera
Azya orbigera är en skalbaggsart som beskrevs av Étienne Mulsant 1850. Azya orbigera ingår i släktet Azya och familjen nyckelpigor. Utöver nominatformen finns också underarten A. o. orbigera.